# 金錯刀 (筆法)
金错刀，南唐后主李煜所创的笔法，宣和畫譜中描述：“然李氏能文善書畫，書作顫筆樛曲之狀，遒勁如寒松霜竹，謂之‘金錯刀’，畫亦清爽不凡，別爲一格。”；陶穀《清异录》曾云：“后主善书，作颤笔樛曲之状，遒劲如寒松霜竹，谓之‘金错刀’。”

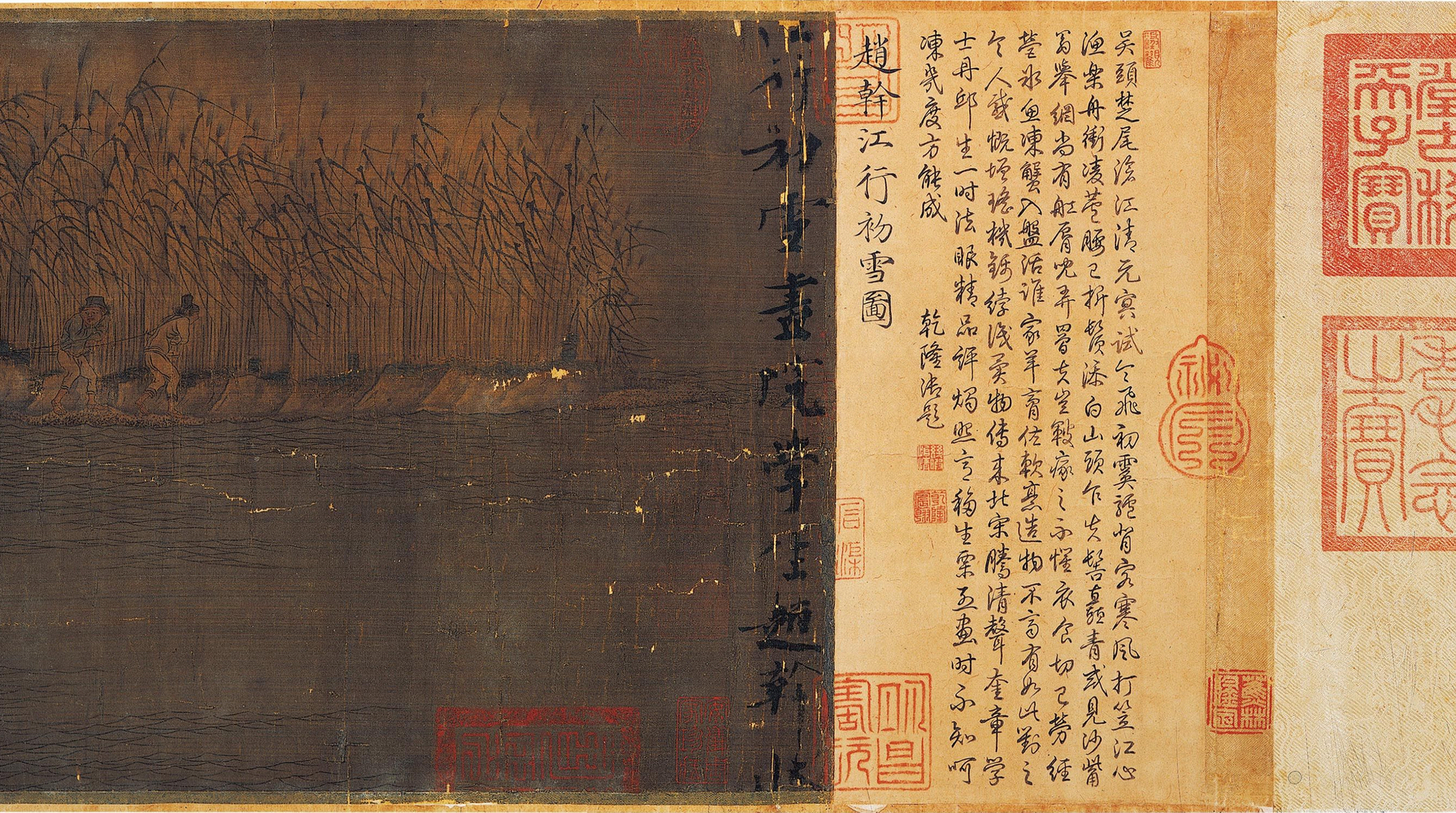
李煜极少传世的墨迹金错刀体书：「江行初雪畫院學生趙幹狀」